# Аперизация
Аперизацията е най-първият метод за консервиране, открит от френския учен Никола Апер.

## Теории за организмите
След като Антони ван Льовенхук доказва съществуването на огромен брой микроорганизми, учените започват да се интересуват от техния произход. Оформят се 2 теории – първата е, че микроорганизмите се зараждат спонтанно от неживата материя, а другата, подкрепяна от Льовенхук, предполага, че те се образуват от семена или зародиши, които съществуват във въздуха.
Теорията за спонтанното възникване получава широк отглас и чак до епохата на Възраждането се възприема безусловно. При натрупването на все повече и повече знания за организмите обаче възникват съмнения за правотата на това твърдение. Италианският лекар Франческо Реди открива, че развиващите се в гниещо месо червеи са личинки на мухи, които обаче не се появяват, ако месото е поставено в закрит съд така, че мухите да не могат да снесат яйцата си върху него. Тези опити на Реди разрушават мита за самозараждането. Привържениците на теорията обаче настояват, че те не оборват твърдението, че микроорганизмите се появяват по тайнствен начин в органичните извлеци. Италианският природоизпитател Ладзаро Спаланцани провежда серия от опити, чрез които доказва, че при загряване на органичните извлеци възникването на микроорганизми е възпрепятствано и дори невъзможно.
Спаланцани прави извода, че микроорганизмите попадат върху извлеците чрез въздуха. Ученият съобразява, че никаква обичайна механична преграда не може да попречи проникването на въздух в съдовете и започва да ги затваря херметически. Той установява също, че ако съдът е добре затворен, в него дълго време няма живот и накрая извежда от това, че ако херметично затвореният съд се вари, в него е практически невъзможно да се зародят микроорганизми, докато в съда не проникне по някакъв начин въздух.

## Практичеко приложение
Откритието на италианеца намира полезно приложение в практиката. Опитите му доказват, че ако бързоразвалящи се хранителни продукти биват освободени от досег с микроорганизми, те не загниват и не се развалят. В началото на 19 век Никола Апер открива, че храната може да се предпази от разваляне, като се постави в херметически съд и се загрее. Този процес е наречен впоследствие аперизация и той запазва неограничено дълго време годни за консумация хранителните продукти. Това откритие обаче не повлиява на теорията за самозараждане на организмите.